# عزبة النمكية
عزبة النمكية هي إحدى العزب التابعة لقرية العتوة التابعة لمركز قطور التابع لمحافظة الغربية في مصر.